# ルキウス・コルネリウス・メルラ
ルキウス・コルネリウス・メルラ（Lucius Cornelius Merula、生没年不詳）は紀元前2世紀初期の共和政ローマの政治家・軍人。紀元前193年に執政官（コンスル）を務めた。

## 経歴
メルラはパトリキ（貴族）であるコルネリウス氏族の出身。父のプラエノーメン（第一名、個人名）はルキウス。祖父の名前は不明である。
紀元前193年にプレブス（平民）であるクィントゥス・ミヌキウス・テルムスと共に執政官に就任した。前年の紀元前194年にはガイウス・サロニウスと共にブルティウム（現在のカラブリア州）のテンプサに植民市を建設している。執政官就任中に、何度か地震がローマを襲った。シビュラの書から神託を得た後、3日間の宗教儀式が実施された。
両執政官は、北方のリグリア人とガリア・キサルピナのボイイ族からローマを守る任を負った。テルムスはアレティウム（現在のアレッツォ）で軍を編成してからピサへと向かった。ピサはリグリア兵40,000に包囲されていたが、ローマ軍が近づくと一旦包囲を解いた。しかしローマの軍団兵（レギオーナーリウス）は数に劣り、また訓練も十分ではなかったために、テルムスは敵との直接的な戦闘は避けた。

### ムティナの戦い
一方、メルラはボイイ族の領土に侵攻した。ボイイ軍はローマ軍との戦闘を避けたために、メルラはボイイ領を略奪していった。ローマ軍がムティナ（現在のモデナ）に近づくと、ボイイ軍は待ち伏せ攻撃を試みた。しかしメルラはこれを見破り、野戦となった。まず同盟軍部隊を率いていたマルクス・クラウディウス・マルケッルス（紀元前196年の執政官）とティベリウス・センプロニウス・ロングス（紀元前194年の執政官）が戦闘を開始した。その後メルラは予備として控えていた1個ローマ軍団、さらにもう1個軍団を支援に投入し、ガイウス・リウィウス・サリナトル率いる同盟軍騎兵にも攻撃を命じた。この騎兵による攻撃でボイイ軍の戦列は崩壊し、ローマ軍は勝利した。
メルラはこの勝利を知らせるために元老院に書簡を出した。元老院はメルラに選挙を管理するためにローマに戻るように命令した。もう一人の執政官テルムスは、リグリアからピサを守っており、ローマに戻ることは出来なかった。メルラのレガトゥス（副司令官）であったマルケッルスは、メルラの指揮を非難する何通もの非公式の手紙を元老院議員達に送っていた。予備兵力の投入の遅れがローマ軍の損害を拡大し、また騎兵の投入も遅く多くの敵兵の逃亡を許したというものである。ローマに到着したメルラは凱旋式の実施を求めた。元老院はこれを支持したが、護民官の二人が拒否権を発動し、凱旋式は実施できなかった。

## 参考資料
- ティトゥス・リウィウス『ローマ建国史』
- Broughton, T. Robert S. (1951). The Magistrates of the Roman Republic . Volume I, 509 BC - 100 BC (in English). I, number XV. New York: The American Philological Association. 5 page